# Schwarzella
Schwarzella is een geslacht van vliesvleugeligen uit de familie bronswespen (Chalcididae). De wetenschappelijke naam van dit geslacht is voor het eerst geldig gepubliceerd in 1904 door Ashmead.

## Soorten
Het geslacht Schwarzella is monotypisch en omvat slechts de volgende soort:
- Schwarzella arizonensis Ashmead, 1904